# Александро-Невский (Челябинская область)
Алекса́ндро-Не́вский — посёлок в Нагайбакском районе Челябинской области России. Входит в состав Балканского сельского поселения.

## Этимология
Посёлок назван в честь Александра Невского.

## География
Посёлок находится на берегу реки Гумбейка, на расстоянии 32 км к юго-востоку от посёлка Фершампенуаз, административного центра района.

## Население
| 2002 | 2010 |
| ---- | ---- |
| 251  | ↘179 |

### Половой состав
По данным Всероссийской переписи, в 2010 году численность населения посёлка составляла 179 человек (89 мужчин и 90 женщин).

## Улицы
- ул. Комсомольская,
- ул. Механизаторов,
- ул. Советская[3].